# فرودگاه صحرایی جانسن (میشیگان)
فرودگاه صحرایی جانسن (میشیگان) (به انگلیسی: Johnson Field (Michigan)) یک فرودگاه همگانی است که یک باند فرود چمن دارد و طول باند آن ۷۷۱ متر است. این فرودگاه در کشور ایالات متحده آمریکا قرار دارد و در ارتفاع ۱۹۲ متری از سطح دریا واقع شده‌است.